# Castello di Petroia
Il castello di Petroia è un castello nel comune di Gubbio. Nel 1422 vi nacque Federico da Montefeltro, futuro duca di Urbino; l'intero complesso ospita una struttura alberghiera.

## Descrizione
Il castello, posizionato in collina nei pressi di Gubbio, oggi appare come un maschio centrale avente una poderosa torre di avvistamento a latere, ed annesso borgo fortificato; si affaccia con un vasto panorama sulla piana del Chiascio, dominando un ampio tratto dell'Appennino umbro-marchigiano ed in particolare il massiccio del Catria ed il monte Cucco. Costruito con alta valenza strategica, ha sempre fatto parte del sistema difensivo meridionale del comune di Gubbio prima e del ducato di Urbino poi. Assieme ai vicini castelli di Magrano, Castel d'Alfiolo, Caresto, Colpalombo, Biscina e Giomici, costituì per secoli un caposaldo militare eugubino, a difesa delle aggressioni di Perugia ed Assisi.

## Storia

### Le origini
Il primo documento sull'esistenza del castello di Petroia risale al 1072. In un atto di donazione, infatti, si parla di un "mansum in curte Petroij";

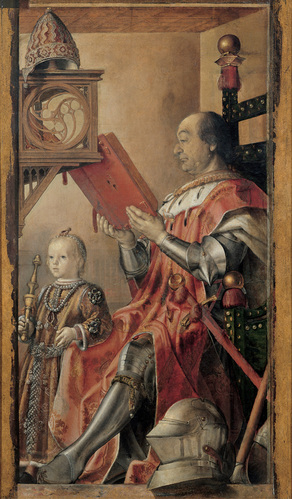
Il duca Federico col figlio Guidobaldo
(P. Berruguete)

nel 1171 un altro rogito notarile, trovato nell'archivio comunale di Gubbio, conferma l'esistenza della "curtis Petroij" dalla quale dipendevano altre rocche.
Il 7 maggio 1257 Ugolino, conte di Coccorano conquistò il castello di Petroia ed altre fortezze limitrofe, dipendenti da questo.

### I Montefeltro
Nel 1384 Antonio da Montefeltro occupò il territorio di Gubbio e lo annetté al ducato di Urbino che, da quel momento, fino al 1508, dominerà l'intera regione in cui si trovava anche il castello di Petroia.
Non fu evento ordinario quello del 7 giugno 1422: nacque a Petroia dalla giovanissima Elisabetta degli Accomandugi, figlia di Guido Paolo e nipote di Matteo, Federico, poi diventato secondo duca d'Urbino. Elisabetta, dama di compagnia della contessa Rengarda, ebbe questo figlio in tenera età da una relazione adulterina con il marito di lei, il conte Guidantonio da Montefeltro.
Federico rimarrà legato a Petroia per tutta la vita, prediligendola come base per le battute di caccia con il falcone di cui era grande appassionato.
Nel suo frequente soggiornare a Gubbio (fu costruito un palazzo ducale), divenuta con lui la seconda capitale dello Stato, Federico soggiornerà sovente a Petroia, assieme al fratello, il conte Ottaviano Ubaldini della Carda, e ai figli, Antonio e Guidobaldo da Montefeltro.
Guidobaldo, non ebbe prole e così dovette adottare nel 1504 il nipote Francesco Maria I della Rovere (la cui madre era sua sorella Giovanna) che, alla sua morte, ereditò il ducato, compreso il castello di Petroia.

### La fine del ducato di Urbino
Nel 1631, estintasi anche la dinastia dei della Rovere, il ducato di Urbino ed il castello di Petroia passarono alla Stato Pontificio.
Nel 1797 Napoleone Bonaparte occupò Gubbio, dichiarando soppressi le minuscole entità territoriali come Petroia, che dal quel momento, assieme a Gubbio, entrò a far parte del dipartimento del Metauro, restando legata alle Marche.
Dopo la caduta di Napoleone I, la suddetta zona tornò in mano al papa Pio VII il quale ordinò che i piccoli comuni appodiati si aggregassero a quello maggiore. Petroia divenne comune appodiato di Gubbio fino al 1837.
Dopo il 1837 anche questa dicitura scomparve.

### XX secolo
Il 10 aprile 1925 David Sagrini acquistò il castello e l'annessa proprietà di oltre 1000 ettari; intorno al 1988 iniziarono i lavori di restauro e ammodernamento del castello, riguardante i tre edifici che compongono la rocca (la torre, il castellare maggiore e quello minore).

## Documentazione di nascita a Petroia di Federico da Montefeltro

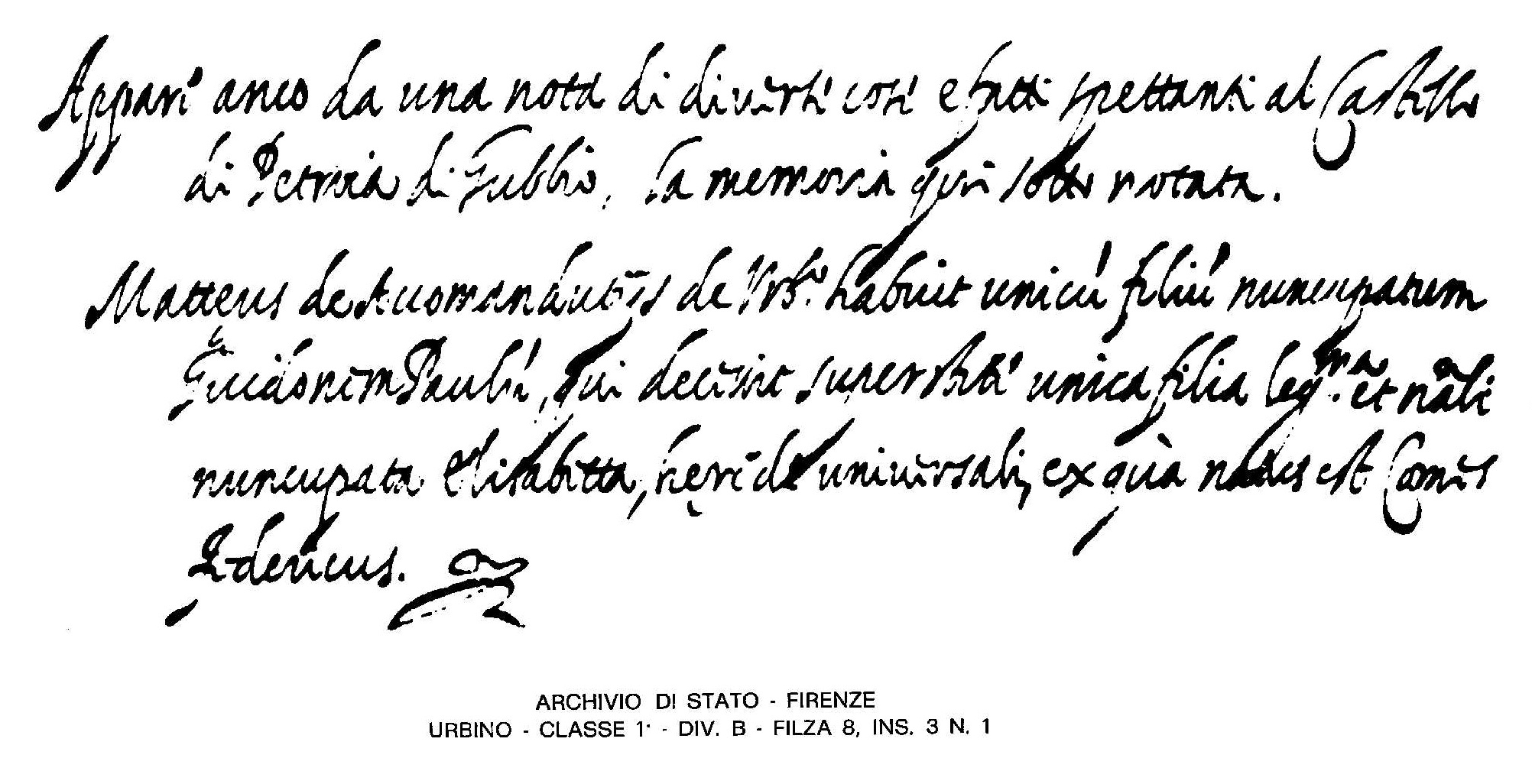
Documento di nascita di Federico da Montefeltro